# Паркентский район
Паркентский район (тума́н; узб. Parkent tumani / Паркент тумани) — район в Ташкентской области Узбекистана. Административный центр — город Паркент.

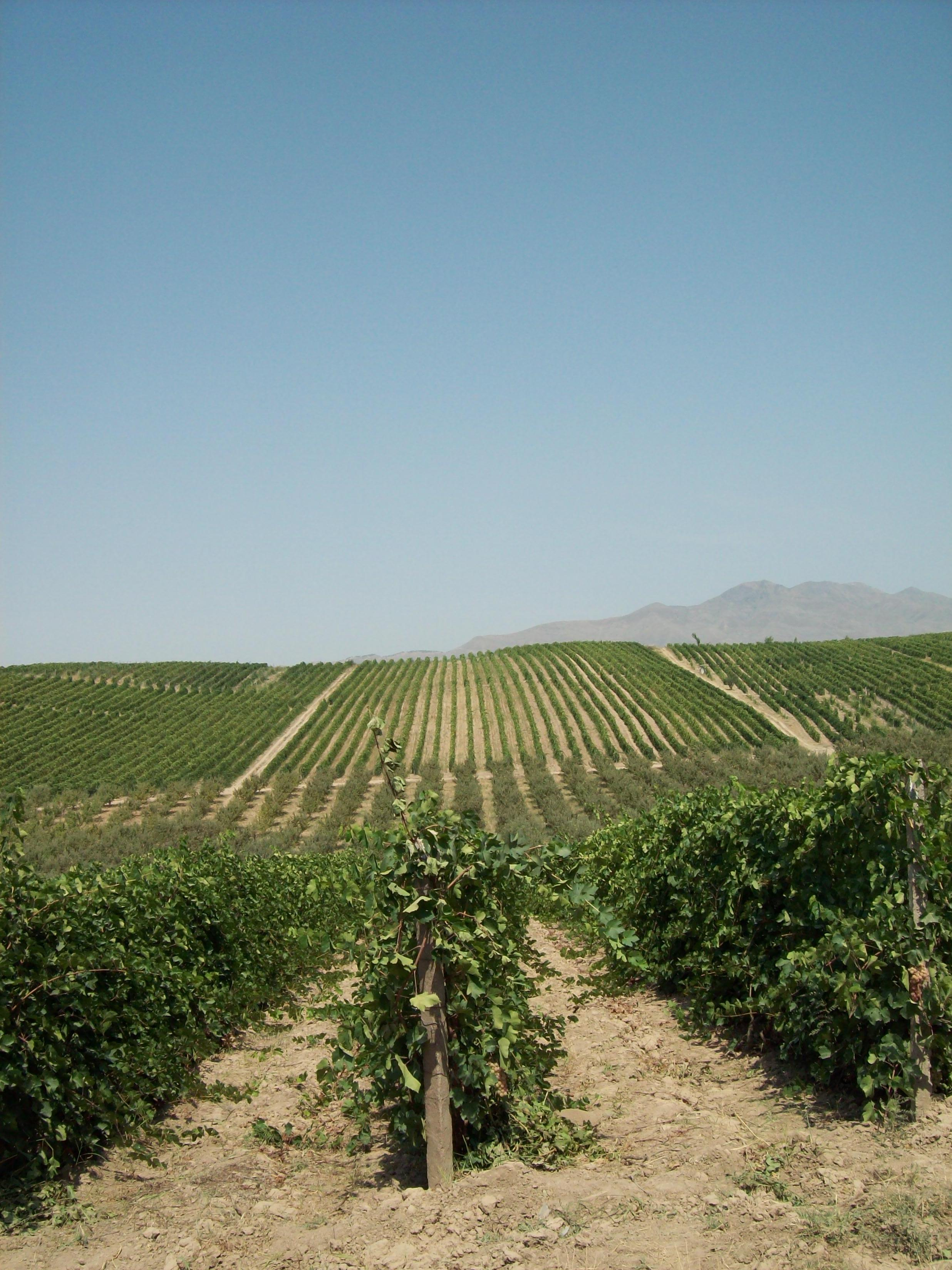
Виноградники Паркентского района

## История
Паркентский район был образован в 1920-е годы. В 1938 году вошёл в состав Ташкентской области. Упразднён 25 июня 1959 года (включён в Верхнечирчикский район), восстановлен в 1979 году.

## Административно-территориальное деление
По состоянию на 1 января 2011 года в состав района входят:
- Город Паркент.
- 3 городских посёлка:

1. Куёш,
2. Кургантепа,
3. Чинорли.

- 9 сельских сходов граждан:

1. Бошкизилсой,
2. Бустан,
3. Заркент,
4. Каракалпак,
5. Намданак,
6. Паркент,
7. Сукок,
8. Хисарак,
9. Чанги.

## География
В Паркентском районе находится озеро Ачикуль.